# Doutrina do destino manifesto

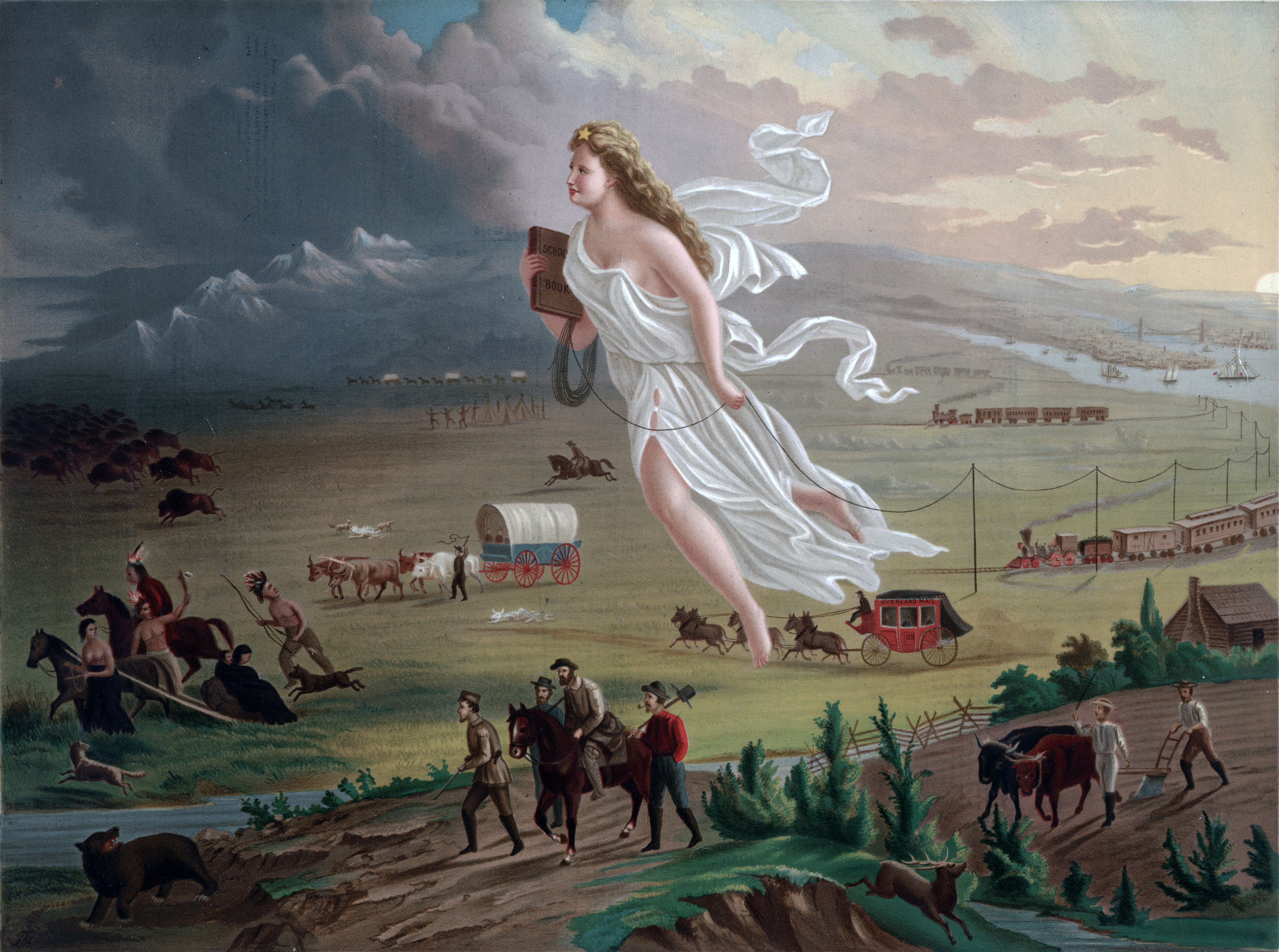
Progresso Americano, 1872, de John Gast. Esta pintura é uma representação alegórica do Destino Manifesto. Na cena, uma mulher angelical, algumas vezes identificada como Colúmbia, (uma personificação dos Estados Unidos do século XIX), segurando um livro escolar, leva a civilização para o oeste, com colonos americanos, prendendo cabos telegráficos, por outro lado, povos nativos e animais selvagens são afugentados.

No século XIX, a doutrina do destino manifesto (em inglês: Manifest Destiny) era uma crença comum entre os habitantes dos Estados Unidos que dizia que os colonizadores americanos deveriam se expandir pela América do Norte. Ela expressa a crença de que o povo americano foi eleito por Deus para civilizar o seu continente. Há três temas comuns no "manifesto":
- A virtude especial do povo americano branco e suas instituições;
- A missão dos Estados Unidos era redimir e refazer o oeste a imagem da América agrária;
- O destino irresistível para conquistar este dever essencial, com a bênção de Deus;[2][3]| História dos Estados Unidos da América Expansão e influência mundial |
| Imperialismo americano                                               |
| Expansão territorial                                                 |
| Expansão ultramarina                                                 |
| Intervenções militares                                               |
| Compra do Alasca                                                     |
| Relações internacionais                                              |
| Velho Oeste                                                          |
| Doutrina Monroe                                                      |
| Doutrina do destino manifesto                                        |
| 51.º estado                                                          |
| Pax Americana                                                        |
| Quintal dos Estados Unidos                                           |
| História militar dos Estados Unidos                                  |
| Envolvimento em mudanças de regime                                   |
| ver discutir editar                                                  |

## Histórico
O historiador Frederick Merk diz que este conceito nasceu do "senso de missão para redimir o Velho Mundo pelo exemplo ... gerado pelos potenciais da nova terra para a construção de um novo céu".
Historiadores enfatizam que o "destino manifesto" era um conceito contestado — Democratas pré-guerra civil aprovavam a ideia, mas muitos americanos proeminentes (como Abraham Lincoln, Ulysses S. Grant e a maioria dos Whigs) a rejeitavam. O acadêmico Daniel Walker Howe escreve que o "imperialismo americano não representa um consenso americano; provocou um amargo ressentimento dentro da política nacional ... Whigs viam a missão moral da América como um exemplo democrático ao invés de conquistar".
O jornalista John O'Sullivan é creditado a criação do termo manifest destiny ("destino manifesto") em 1845 por descrever a essência deste pensamento, que era um tom retórico; o editorial, sem autoria assinada, intitulado "Anexação" onde o termo foi usado pela primeira vez, foi, provavelmente, escrito pelo jornalista e expansionista Jane Cazneau. O termo era usado por Democratas na década de 1840 para justificar a guerra contra o México. Mas o destino manifesto sempre foi mancando ao longo do caminho devido a limitações internas e a questão da escravidão, diz Merk. Segundo ele, de fato, a crença nunca foi prioridade nacional. Em 1843 John Quincy Adams, inicialmente um grande apoiador da ideia, mudou de opinião e deixou de apoiar o expansionismo porque isso significava também expandir a escravidão para o oeste, principalmente no Texas.
Merk conclui:

Desde o começo, o Destino Manifesto — vasto em programa, no seu senso de colonialismo — teve pouco apoio. Faltava suporte nacional, secional ou partidário, proporcional à sua magnitude. A razão era que não refletia o espírito nacional. A tese de que encarnava o nacionalismo, encontrada em várias escrituras nacionais, é apoiado por pouca evidência de apoio real.
Um dos temas dentro do destino manifesto é a ideia do excepcionalismo americano. Isso pode ser traçado até ao puritanismo americano, particularmente no famoso sermão de John Winthrop intitulado "City upon a Hill" ("Cidade sobre uma Colina") feito em 1630, onde ele conclamou o estabelecimento de uma comunidade virtuosa que iria ser um brilhoso exemplo para o Velho Mundo. No influente panfleto "Common Sense" de 1776, o revolucionário Thomas Paine ecoou esta noção, argumentando que a Revolução Americana dava a chance de se criar uma nova e melhor sociedade:
"Nós temos dentro do nosso poder a chance de começar o mundo novamente. Uma situação, similar a presente, não se apresentou desde os tempos de Noé até agora. O nascimento de um novo mundo está próximo..."
Muitos americanos concordam com Paine e começaram a acreditar que a virtude dos Estados Unidos era o resultado de seu experimento especial com a liberdade e a democracia. Thomas Jefferson, numa carta a James Monroe, escreveu: "é impossível não olhar a frente para tempos distantes onde a nossa rápida multiplicação irá se expandir além destes limites e cobrir todo o norte, se não no sul do continente". Para os americanos nas décadas que se seguiram que perseguiram a liberdade da humanidade, encarnavam a Declaração de Independência, poderia apenas ser descrito como a inauguração de uma "uma nova escala de tempo" porque o mundo olharia para trás e definiria a história quando os eventos que aconteceram antes e depois da declaração de independência dos Estados Unidos. Também se acreditava que os americanos deviam ao mundo a obrigação de expandir e preservar essas crenças.
Havia também a influência da predominância racial, nominalmente a ideia de que a raça anglo-saxã americana (os brancos) era "separada, inatamente superior" e "destinada a trazer um bom governo, prosperidade comercial e o cristianismo aos continentes Americanos". Esta visão também dizia que as "raças inferiores estavam fadadas a subordinação ou a extinção". Isto foi, por exemplo, usado para justificar a escravidão dos negros e a expulsão ou extermínio dos índios nativo-americanos".

## Temas e influências

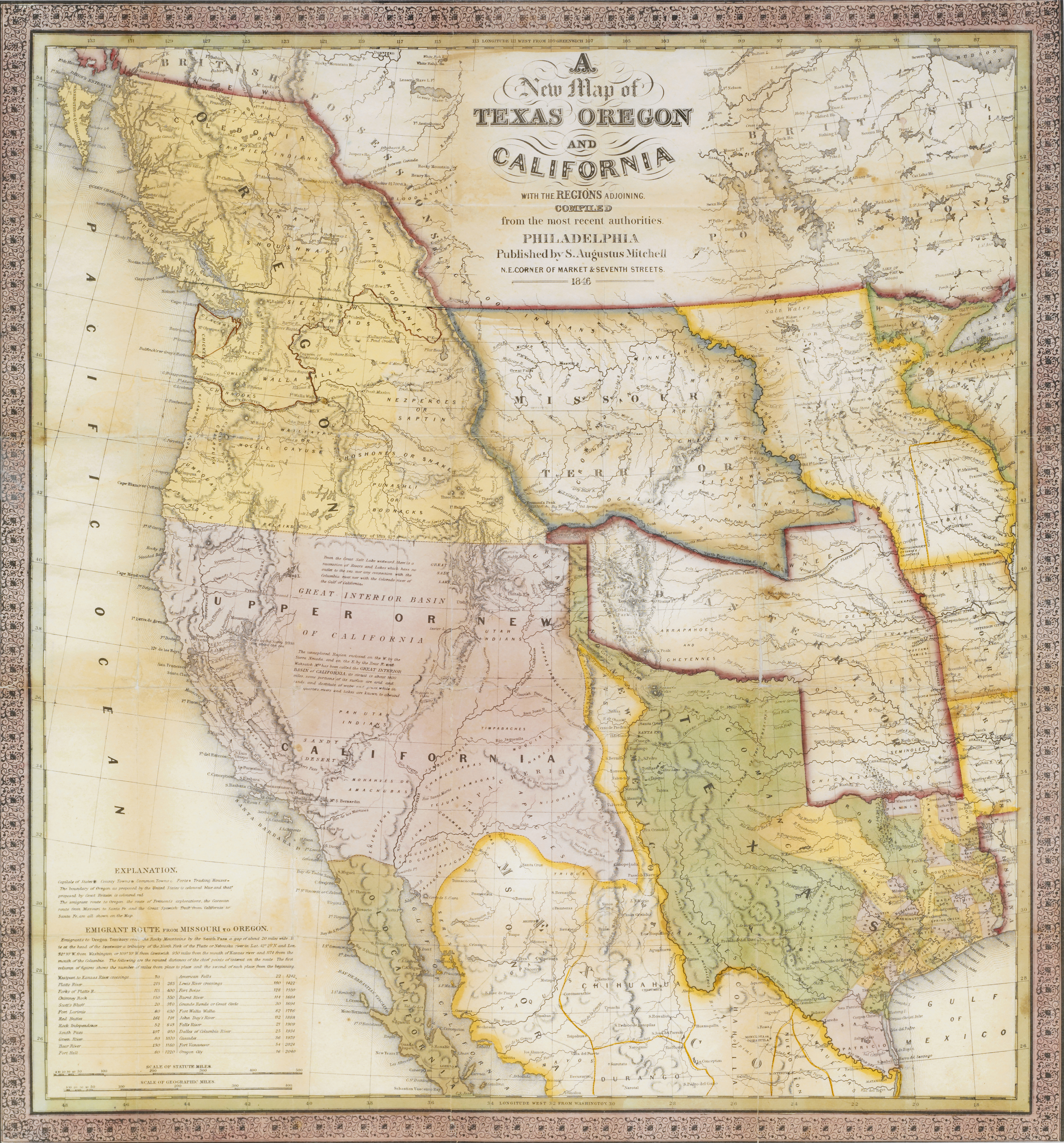
A New Map of Texas, Oregon, and California, Samuel Augustus Mitchell, 1846

O historiador William E. Weeks observou que três temas-chave foram usualmente abordados pelos defensores do destino manifesto:
- a virtude do povo americano e suas instituições;
- a missão de difundir essas instituições, resgatando e refazendo o mundo à imagem dos Estados Unidos;
- o destino dado por Deus para fazerem este trabalho.[15]

A origem do primeiro tema, mais tarde conhecido como excepcionalismo americano, foi muitas vezes atribuída à herança puritana dos Estados Unidos, particularmente ao célebre sermão "Cidade em cima de uma colina" de John Winthrop de 1630, no qual ele pediu o estabelecimento de uma comunidade virtuosa que fossem um exemplo brilhante para o Velho Mundo. Em seu panfleto influente Common Sense de 1776, Thomas Paine ecoou esta noção, argumentando que a Revolução Americana proporcionou uma oportunidade para criar uma nova e melhor sociedade:

Nós temos o poder de começar o mundo de novo. Uma situação, semelhante ao presente, não aconteceu desde os dias de Noé até agora. O aniversário de um novo mundo está próximo;...
Muitos americanos concordaram com Paine e passaram a acreditar que a virtude dos Estados Unidos era resultado de sua experiência especial em liberdade e democracia. Thomas Jefferson, em uma carta para James Monroe, escreveu: "é impossível não olhar para frente em tempos distantes, quando nossa rápida multiplicação se expandirá para além desses limites e cobrirá todo o norte, se não o continente do sul". Para os americanos nas décadas que se seguiram à sua proclamada liberdade para a humanidade, incorporada na Declaração da Independência, só poderia ser descrita como a inauguração de "uma nova escala de tempo" porque o mundo olharia para trás e definiria a história como eventos que lugar antes e depois da Declaração de Independência. Seguiu-se que os americanos deviam ao mundo a obrigação de expandir e preservar essas crenças.
A origem do segundo tema é menos precisa. Uma expressão popular da missão americana foi elaborada pela descrição do Presidente Abraham Lincoln em sua mensagem de 1 de dezembro de 1862 ao Congresso. Ele descreveu os Estados Unidos como "a última e melhor esperança da Terra". A "missão" dos Estados Unidos foi mais elaborada durante o discurso de Lincoln em Gettysburg Address, no qual ele interpretou a Guerra Civil como uma luta para determinar se alguma nação com ideais democráticos poderia sobreviver; isso foi chamado pelo historiador Robert Johannsen de "a declaração mais duradoura do destino e missão manifestos da América".
O terceiro tema pode ser visto como um resultado natural da crença de que Deus teve uma influência direta na fundação e nas ações futuras dos Estados Unidos. Clinton Rossiter, um erudito, descreveu essa visão como a soma "que Deus, no estágio apropriado na marcha da história, evocou certas almas resistentes das nações antigas e privilegiadas ... e que ao outorgar de sua graça, Ele também concedeu uma responsabilidade peculiar". Os americanos pressupunham que eles não foram apenas eleitos divinamente para manter o continente norte-americano, mas também para "difundir no exterior os princípios fundamentais declarados na Carta de Direitos". Em muitos casos isso significava que as propriedades coloniais vizinhas e os países eram vistos como obstáculos, e não como o destino que Deus havia fornecido aos Estados Unidos.
A análise de Faragher da polarização política entre o Partido Democrata e o Partido Whig é que:
A maioria dos democratas apoiava entusiasticamente a expansão, enquanto muitos whigs (especialmente no norte) se opunham. Os whigs receberam bem a maioria das mudanças provocadas pela industrialização, mas defenderam fortes políticas governamentais que orientariam o crescimento e o desenvolvimento dentro dos limites existentes no país; eles temeram (corretamente) que a expansão levantaram uma questão contenciosa, a extensão da escravidão aos territórios. Por outro lado, muitos democratas temiam a industrialização que os whigs acolhem ... Para muitos democratas, a resposta aos males sociais da nação era continuar seguindo a visão de Thomas Jefferson de estabelecer a agricultura nos novos territórios a fim de contrabalançar a industrialização.
Outra influência possível é a predominância racial, a saber, a ideia de que a raça anglo-saxônica americana era "separada, naturalmente superior" e "destinada a trazer bom governo, prosperidade comercial e cristianismo aos continentes americanos e ao mundo". Essa visão também sustentava que "as raças inferiores estavam condenadas a subordinar status ou extinção". Isso foi usado para justificar "a escravização dos negros e a expulsão e possível extermínio dos índios".

## Interpretações alternativas
Com a Compra da Louisiana em 1803, que dobrou o tamanho dos Estados Unidos, Thomas Jefferson preparou o terreno para a expansão continental dos Estados Unidos. Muitos começaram a ver isso como o início de uma nova missão providencial: se os Estados Unidos obtivessem sucesso como uma "cidade brilhante sobre uma colina", as pessoas de outros países buscariam estabelecer suas próprias repúblicas democráticas.
No entanto, nem todos os americanos ou seus líderes políticos acreditavam que os Estados Unidos eram uma nação divinamente favorecida, ou pensavam que ela deveria se expandir. Por exemplo, muitos whigs se opuseram à expansão territorial com base na alegação democrata de que os Estados Unidos estavam destinados a servir como um exemplo virtuoso para o resto do mundo, e também tinham uma obrigação divina de disseminar seu sistema político superordenado e um modo de vida por toda parte. Continente norte-americano. Muitos no partido Whig "estavam com medo de se espalhar muito", e "aderiram à concentração da autoridade nacional em uma área limitada". Em julho de 1848, Alexander Stephens denunciou a interpretação expansionista do presidente Polk sobre o futuro da América como "mentirosa".
Em meados do século XIX, o expansionismo, especialmente o sul em direção a Cuba, também enfrentou oposição dos americanos que tentavam abolir a escravidão. À medida que mais territórios foram adicionados aos Estados Unidos nas décadas seguintes, "ampliar a área de liberdade" na mente dos sulistas também significou ampliar a instituição da escravidão. É por isso que a escravidão se tornou uma das questões centrais na expansão continental dos Estados Unidos antes da Guerra Civil.
Antes e durante a Guerra Civil, ambos os lados afirmaram que o destino dos EUA era por direito deles. Lincoln se opunha ao nativismo antiimigrante e ao imperialismo do destino manifesto como injusto e irracional. Ele se opôs à Guerra do México e acreditava que cada uma dessas formas desordenadas de patriotismo ameaçava os inseparáveis laços morais e fraternos de liberdade e união que ele buscava perpetuar através de um amor patriótico de país guiado pela sabedoria e autoconsciência crítica. O "Eulogy to Henry Clay", de Lincoln, 6 de junho de 1852, fornece a expressão mais convincente de seu patriotismo reflexivo.

## Era da expansão continental

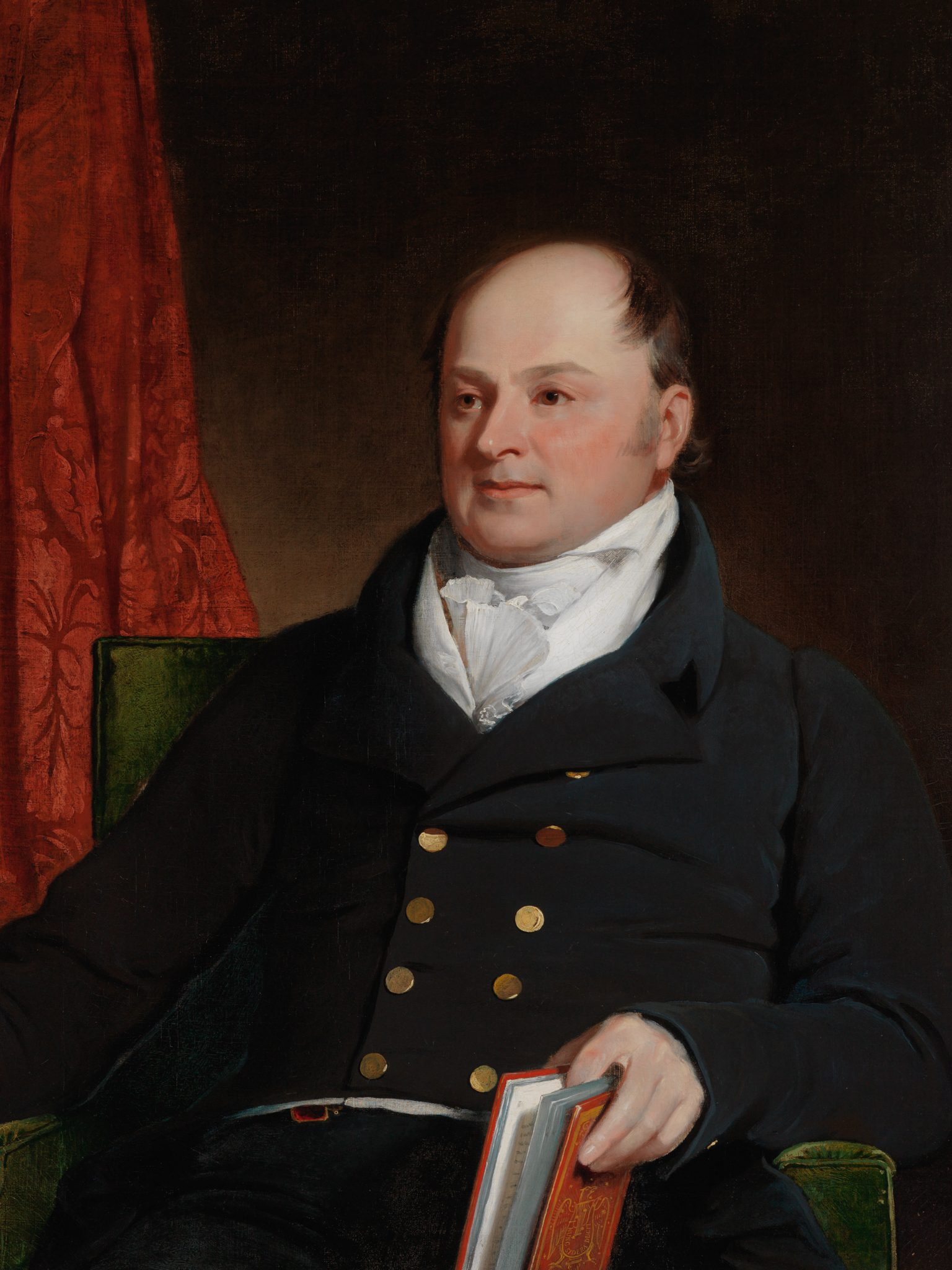
John Quincy Adams, pintado acima por Charles Robert Leslie em 1816, foi um dos primeiros proponentes do continentalismo. No final da vida, ele se arrependeu de seu papel em ajudar a escravidão dos EUA a se expandir e se tornou um dos principais oponentes da anexação do Texas.

A frase "destino manifesto" é mais freqüentemente associada com a expansão territorial dos Estados Unidos de 1812 a 1860. Esta era, do final da Guerra de 1812 até o início da Guerra Civil Americana, tem sido chamada de "era da destino manifesto". Durante esse tempo, os Estados Unidos expandiram-se para o Oceano Pacífico - "do mar para o mar brilhante" - definindo amplamente as fronteiras dos Estados Unidos contíguos como são hoje.

### Guerra de 1812
Uma das causas da guerra de 1812 pode ter sido o desejo americano de anexar ou ameaçar anexar o Canadá britânico a fim de deter as incursões indígenas no Meio-Oeste, expulsar a Grã-Bretanha da América do Norte e obter terras adicionais. As vitórias americanas na Batalha do Lago Erie e na Batalha do Tâmisa em 1813 acabaram com os ataques indianos e removeram uma das razões para a anexação. O fracasso americano em ocupar uma parte significativa do Canadá impediu-os de anexá-lo pela segunda razão, que foi largamente terminada pela Era dos Bons Sentimentos, que se seguiu após a guerra entre a Grã-Bretanha e os Estados Unidos.
Para terminar a Guerra de 1812, John Quincy Adams, Henry Clay e Albert Gallatin (ex-secretário do Tesouro e um dos principais especialistas em índios) e os outros diplomatas americanos negociaram o Tratado de Ghent em 1814 com a Grã-Bretanha. Eles rejeitaram o plano britânico de estabelecer um estado indiano no território dos EUA ao sul dos Grandes Lagos. Eles explicaram a política americana para a aquisição de terras indígenas:
Os Estados Unidos, embora pretendam nunca adquirir terras dos índios senão pacificamente, e com seu livre consentimento, estão plenamente determinados, dessa maneira, progressivamente e na proporção que sua crescente população exigir, recuperar do estado de natureza. e para cultivar todas as partes do território contido dentro de seus limites reconhecidos. Ao prover assim o apoio de milhões de seres civilizados, eles não violarão qualquer ditame da justiça ou da humanidade; pois eles não apenas darão aos poucos milhares de selvagens espalhados por aquele território um equivalente amplo para qualquer direito que eles possam render, mas sempre os deixarão posse de terras mais do que podem cultivar, e mais que adequados à sua subsistência, conforto, e prazer, pelo cultivo. Se isso for um espírito de engrandecimento, os abaixo assinados estão preparados para admitir, nesse sentido, sua existência; mas eles devem negar que ela oferece a menor prova de uma intenção de não respeitar as fronteiras entre eles e as nações europeias, ou de um desejo de invadir os territórios da Grã-Bretanha ... Eles não vão supor que esse governo irá declarar, como a base de sua política em relação aos Estados Unidos, um sistema de deter seu crescimento natural dentro de seus próprios territórios, em prol da preservação de um deserto perpétuo para os selvagens.
Henry Goulburn, um dos negociadores britânicos em Ghent, comentou, depois de vir a entender a posição americana em tomar a terra dos índios:

Até que cheguei aqui, não tinha ideia da determinação fixa que existe no coração de todo americano para extirpar os índios e apropriar-se de seu território.

### Continentalismo
A crença do século XIX de que os Estados Unidos acabariam por abranger toda a América do Norte é conhecida como "continentalismo", uma forma de telurocracia. Um dos primeiros proponentes dessa ideia, John Quincy Adams, tornou-se uma figura de destaque na expansão dos Estados Unidos entre a Compra da Louisiana em 1803 e a administração Polk na década de 1840. Em 1811, Adams escreveu ao pai:

Todo o continente da América do Norte parece ser destinado pela Providência Divina a ser povoado por uma nação, falando uma língua, professando um sistema geral de princípios religiosos e políticos, e acostumado a um teor geral de usos e costumes sociais. Para a felicidade comum de todos eles, por sua paz e prosperidade, acredito que é imprescindível que eles sejam associados em uma União federal.

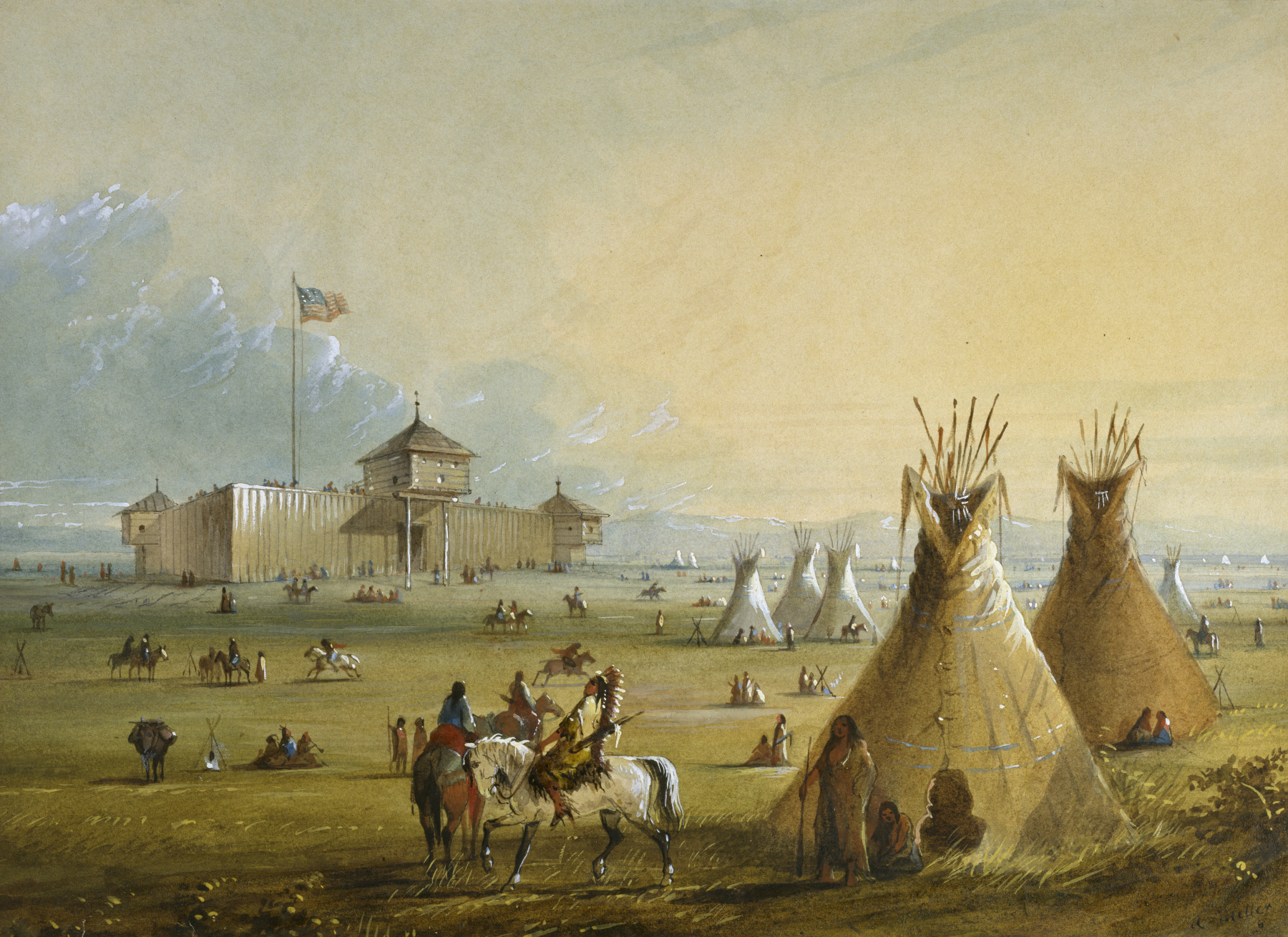
O primeiro Fort Laramie como parecia antes de 1840. Pintura de memória de Alfred Jacob Miller

Adams fez muito para promover essa ideia. Ele orquestrou o Tratado de 1818, que estabeleceu a fronteira Canadá-EUA a oeste das Montanhas Rochosas, e previa a ocupação conjunta da região conhecida na história americana como o País de Oregon e na história britânica e canadense como a Nova Caledônia e Distritos de Columbia. Ele negociou o Tratado Transcontinental em 1819, transferindo a Flórida da Espanha para os Estados Unidos e estendendo a fronteira dos EUA com o México espanhol até o Oceano Pacífico. E ele formulou a Doutrina Monroe de 1823, que advertiu a Europa que o Hemisfério Ocidental já não estava aberto à colonização europeia.
A Doutrina Monroe e o "destino manifesto" formaram um nexo estreito de princípios: o historiador Walter McDougall chama o destino manifesto de um corolário da Doutrina Monroe, porque enquanto a Doutrina Monroe não especificava expansão, a expansão era necessária para reforçar a Doutrina. Preocupações nos Estados Unidos que as potências europeias (especialmente a Grã-Bretanha) estavam procurando adquirir colônias ou maior influência na América do Norte levaram a pedidos de expansão para evitar isso. Em seu influente estudo de 1935 sobre o destino manifesto, Albert Weinberg escreveu: "o expansionismo da década de 1830 surgiu como um esforço defensivo para impedir a invasão da Europa na América do Norte".

### Todo Oregon
O destino manifesto desempenhou seu papel mais importante na disputa fronteiriça do Oregon entre os Estados Unidos e a Grã-Bretanha, quando a expressão "destino manifesto" se originou. A Convenção Anglo-Americana de 1818 previa a ocupação conjunta do País do Oregon, e milhares de norte-americanos migraram para lá na década de 1840, na trilha do Oregon. Os britânicos rejeitaram uma proposta do presidente americano John Tyler (no poder entre 1841 e 1845) de dividir a região ao longo do paralelo 49 e propuseram uma linha divisória mais ao sul ao longo do Rio Columbia, que teria tornado a maior parte do que mais tarde se tornaria o estado de Washington parte da América do Norte Britânica. Defensores do destino manifesto protestaram e pediram a anexação de todo o Oregon Country até a linha do Alasca (54 ° 40ʹN). O candidato presidencial James K. Polk usou esse clamor popular para sua vantagem, e os democratas pediram a anexação de "Todo Oregon" na eleição presidencial de 1844 dos EUA.

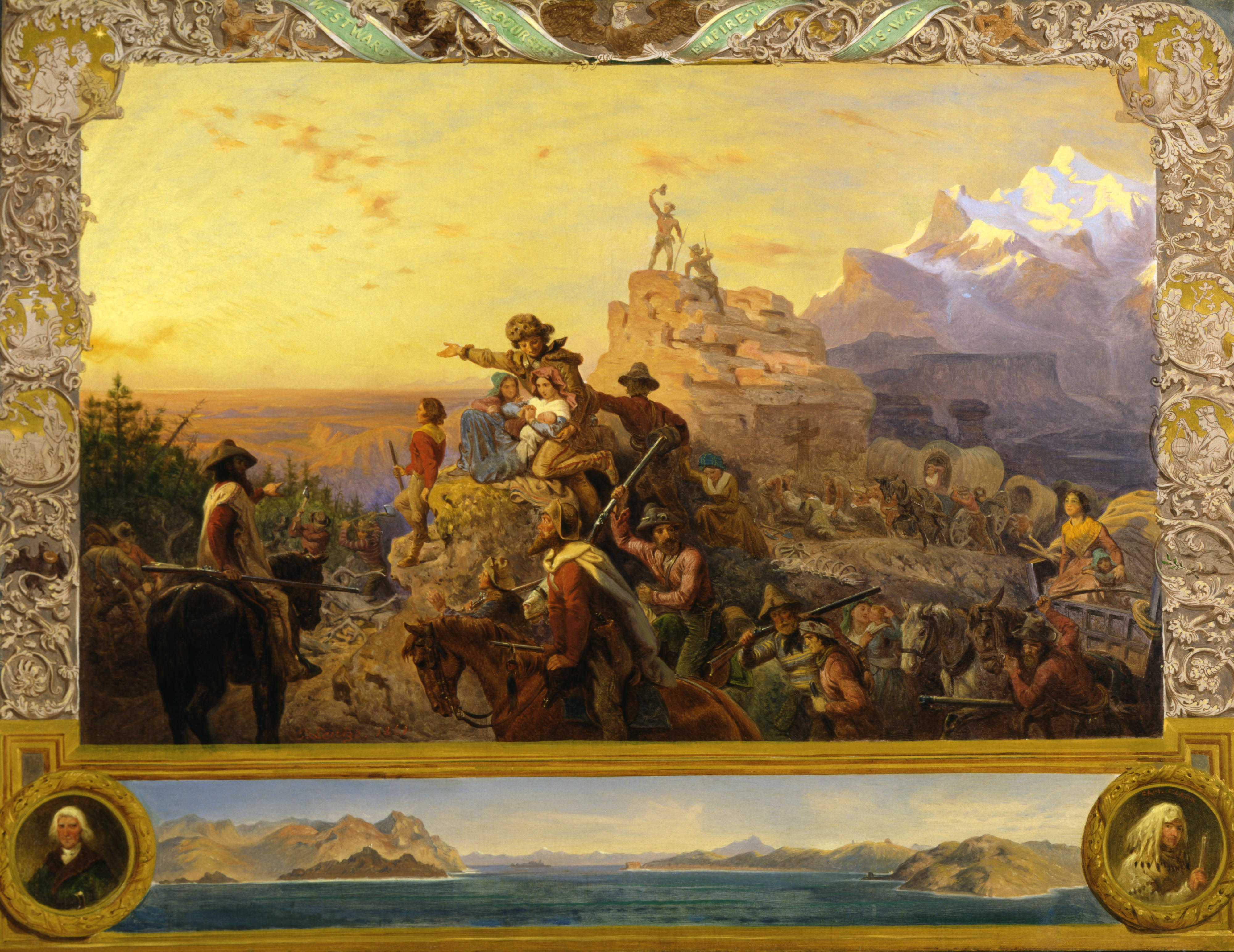
A expansão para o oeste dos Estados Unidos é idealizada na famosa pintura de Emanuel Leutze, Westward, o curso do Império toma seu rumo (1861). O título da pintura, de um poema de 1726 do bispo Berkeley, era uma frase frequentemente citada na era do destino manifesto, expressando uma crença amplamente difundida de que a civilização havia se deslocado para o oeste ao longo da história. (Mais)

Como presidente, no entanto, Polk buscou um compromisso e renovou a oferta anterior de dividir o território pela metade ao longo do paralelo 49, para o desalento dos mais fervorosos defensores do destino manifesto. Quando os britânicos recusaram a oferta, os expansionistas americanos responderam com slogans como "O Todo de Oregon ou Nada!" e "Cinquenta e quatro quarenta ou lute!", referindo-se à fronteira norte da região. (O último slogan é muitas vezes erroneamente descrito como tendo sido uma parte da campanha presidencial de 1844.) Quando Polk decidiu encerrar o acordo de ocupação conjunta, os britânicos finalmente concordaram, no início de 1846, em dividir a região ao longo do paralelo 49, deixando a parte inferior da bacia de Columbia como parte dos Estados Unidos. O Tratado de Oregon de 1846 formalizou a disputa; A administração de Polk conseguiu vender o tratado ao Congresso porque os Estados Unidos estavam prestes a iniciar a Guerra Mexicano-Americana, e o presidente e outros argumentaram que seria tolice também combater o Império Britânico.
Apesar do clamor anterior por "Todo Oregon", o Tratado de Oregon era popular nos Estados Unidos e foi facilmente ratificado pelo Senado. Os defensores mais fervorosos do destino manifesto não haviam prevalecido ao longo da fronteira norte porque, segundo Reginald Stuart, "a bússola do destino manifesto apontava para o oeste e sudoeste, não para o norte, apesar do uso do termo 'continentalismo'".
Em 1869, a historiadora americana Frances Fuller Victor publicou o Manifest Destiny in the West in the Overland Monthly, argumentando que os esforços dos primeiros comerciantes de peles e missionários americanos pressagiavam o controle americano do Oregon. Ela concluiu o artigo da seguinte forma:
| “ | "Foi um descuido por parte dos Estados Unidos, a desistência da ilha de Quadra e Vancouver, na solução da questão da fronteira. No entanto, "o que é ser, será", como alguns realistas o têm; e procuramos a restauração desse átomo pitoresco e rochoso de nosso antigo território como inevitável. | ” |

### México e Texas
O destino manifesto desempenhou um papel importante na expansão do relacionamento do Texas com o México. Em 1836, a República do Texas declarou a independência do México e, após a Revolução do Texas, procurou se juntar aos Estados Unidos como um novo estado. Esse era um processo idealizado de expansão que havia sido defendido de Jefferson a O'Sullivan: os estados recém-democráticos e independentes solicitariam a entrada nos Estados Unidos, em vez de os Estados Unidos estenderem seu governo sobre pessoas que não o desejavam. A anexação do Texas foi atacada por porta-vozes antiescravistas porque acrescentaria outro estado de escravos à União. Os presidentes Andrew Jackson e Martin Van Buren recusaram a oferta do Texas de se unir aos Estados Unidos em parte porque a questão da escravidão ameaçava dividir o Partido Democrata.
Antes da eleição de 1844, o candidato da Whig, Henry Clay, e o suposto candidato democrata, o ex-presidente Van Buren, declararam-se contrários à anexação do Texas, cada um na esperança de evitar que o tema problemático se tornasse uma questão de campanha. Isso inesperadamente levou Van Buren a ser dispensado pelos democratas em favor de Polk, que favorecia a anexação. Polk vinculou a questão da anexação do Texas à disputa do Oregon, fornecendo assim uma espécie de compromisso regional sobre a expansão. (Expansionistas do Norte estavam mais inclinados a promover a ocupação do Oregon, enquanto os expansionistas do sul se concentravam principalmente na anexação do Texas.) Embora eleito por uma margem muito pequena, Polk procedeu como se sua vitória tivesse sido um mandato para expansão.

### Todo México

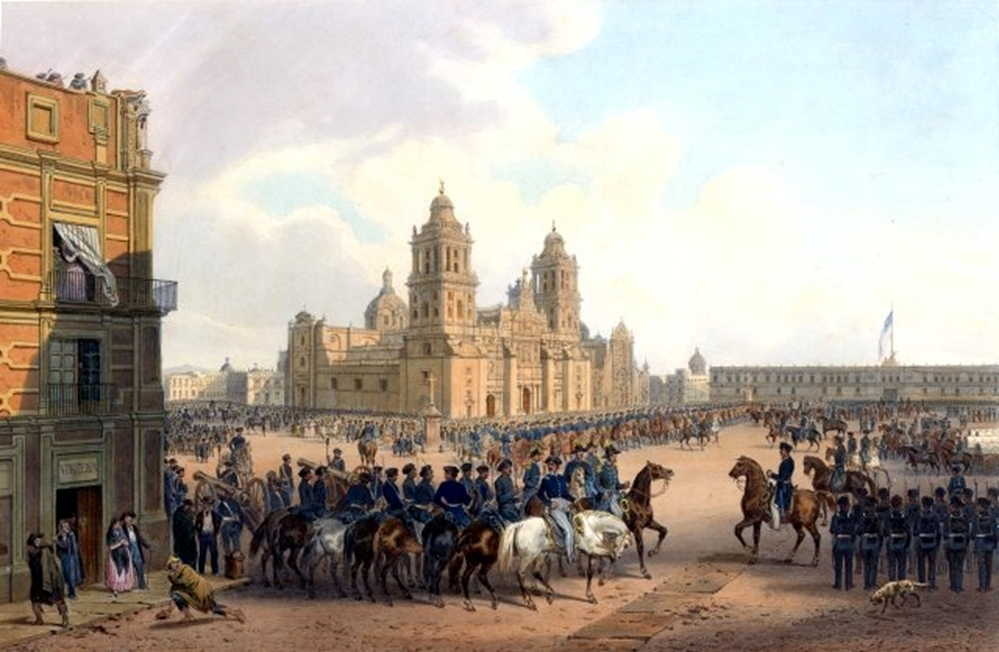
Ocupação americana da Cidade do México em 1847

Após a eleição de Polk, mas antes de tomar posse, o Congresso aprovou a anexação do Texas. Polk mudou-se para ocupar uma parte do Texas que declarara independência do México em 1836, mas ainda era reivindicada pelo México. Isso abriu o caminho para a eclosão da Guerra Mexicano-Americana em 24 de abril de 1846. Com o sucesso dos americanos no campo de batalha, no verão de 1847 houve apelos para a anexação de "Todo o México", especialmente entre os democratas orientais, que argumentaram que trazer o México para a União era a melhor maneira de assegurar a paz no futuro para a região.
Esta foi uma proposta controversa por duas razões. Primeiro, os defensores idealistas do destino manifesto como John L. O'Sullivan sempre sustentaram que as leis dos Estados Unidos não deveriam ser impostas às pessoas contra sua vontade. A anexação de "Todo o México" seria uma violação deste princípio. E em segundo lugar, a anexação do México foi controversa porque significaria estender a cidadania dos EUA a milhões de mexicanos. O senador John C. Calhoun, da Carolina do Sul, que aprovara a anexação do Texas, opunha-se à anexação do México, bem como ao aspecto "missionário" do destino manifesto, por razões raciais. Ele deixou essas visões claras em um discurso ao Congresso em 4 de janeiro de 1848:
Nós nunca sonhamos em incorporar em nossa União qualquer raça caucasiana, a raça branca livre. Incorporar o México seria a primeira instância do tipo de incorporar uma raça indígena; pois mais da metade dos mexicanos são indígenas, e o outro é composto principalmente de tribos mistas. Eu protesto contra uma união como essa! Nosso senhor é o governador de uma raça branca ... Estamos ansiosos para forçar o governo livre a todos; e vejo que foi instado ... que é a missão deste país disseminar a liberdade civil e religiosa sobre todo o mundo e especialmente sobre este continente. É um grande erro.
Esse debate trouxe à tona uma das contradições do destino manifesto: por um lado, enquanto ideias identitárias inerentes ao destino manifesto sugeriam que os mexicanos, como não-brancos, apresentariam uma ameaça à integridade racial branca e, portanto, não estavam qualificados para se tornarem Americanos, o componente "missão" do destino manifesto sugeria que os mexicanos seriam melhorados (ou "regenerados", como foi descrito), trazendo-os para a democracia americana. O identitarismo foi usado para promover o destino manifesto, mas, como no caso de Calhoun e a resistência ao movimento "Todo México", o identitarismo também foi usado para se opor ao destino manifesto. Inversamente, os proponentes da anexação de "Todo o Mexico" consideraram-na como uma medida antiescravagista.

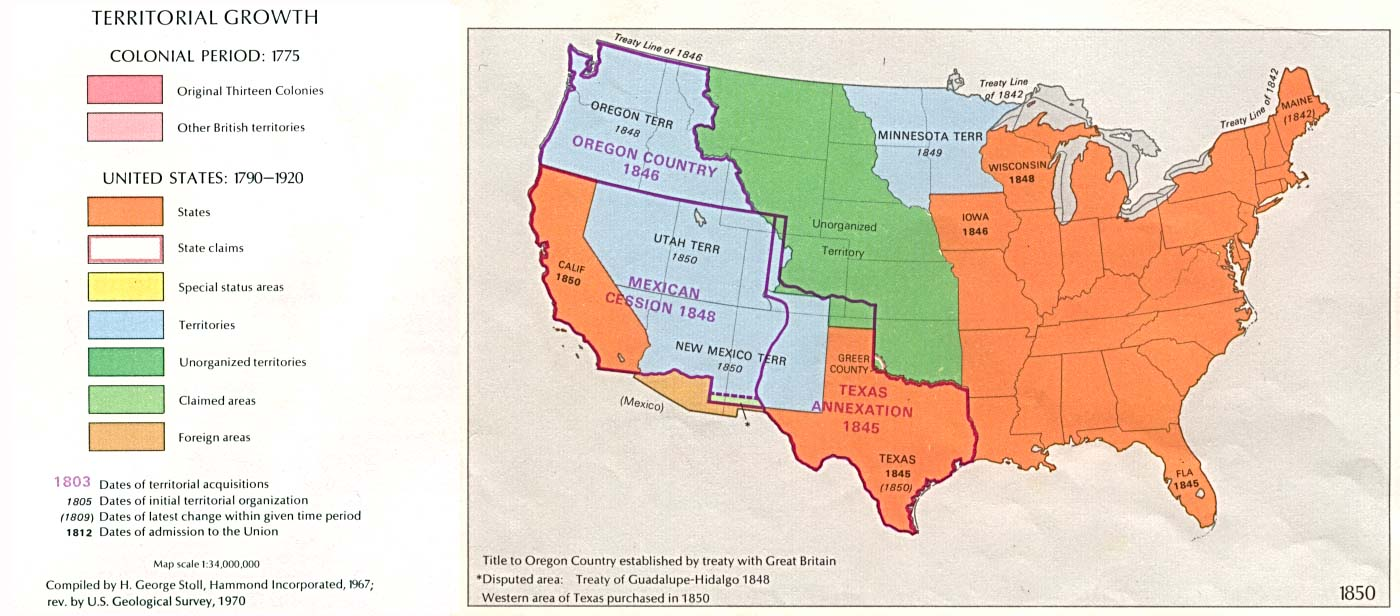
Crescimento de 1840 a 1850

A controvérsia acabou com a cessão mexicana, que acrescentou os territórios da Alta Califórnia e Nuevo México aos Estados Unidos, ambos mais esparsamente povoados do que o resto do México. Como o movimento All Oregon, o movimento All Mexico rapidamente diminuiu.
O historiador Frederick Merk, em Manifest Destiny and Mission in American History: A Reinterpretation (1963), argumentou que o fracasso dos movimentos "Todo o Oregon" e "Todo o Mexico" indica que o destino manifesto não foi tão popular quanto os historiadores tradicionalmente o retratam ter sido. Merk escreveu que, embora a crença na missão beneficente da democracia fosse fundamental para a história americana, o "continentalismo" agressivo era uma aberração apoiada por apenas uma minoria de americanos, todos eles democratas. Alguns democratas também se opuseram; os democratas da Louisiana se opunham à anexação do México, enquanto os do Mississippi o apoiavam.

### Filibusterismo
Depois que a Guerra Mexicano-Americana terminou, em 1848, divergências sobre a expansão da escravidão tornaram a anexação adicional pela conquista tão divisiva para ser uma política oficial do governo. Alguns, como John Quitman, governador do Mississippi, ofereceram o apoio público que podiam oferecer. Em um caso memorável, Quitman simplesmente explicou que o estado do Mississippi havia "perdido" seu arsenal de estado, que começou a aparecer nas mãos de obstrucionistas. No entanto, esses casos isolados só solidificaram a oposição no Norte, já que muitos nortistas se opunham cada vez mais ao que acreditavam serem esforços dos proprietários de escravos do sul - e seus amigos do Norte - para expandir a escravidão por meio da obstrução. Sarah P. Remond, em 24 de janeiro de 1859, proferiu um discurso apaixonado em Warrington, Inglaterra, que a conexão entre obstrucionismo e poder escravo era uma prova clara da "massa de corrupção que subjaz a todo o sistema do governo americano". A Condição de Wilmot e as continuadas narrativas do "Poder Escravo" depois indicaram o grau em que o destino manifesto havia se tornado parte da controvérsia seccional.
Sem o apoio oficial do governo, os defensores mais radicais do destino manifesto se voltavam cada vez mais para a obstrução militar. Originalmente a obstrução veio do vrijbuiter holandês e referia-se a bucaneiros nas Índias Ocidentais que predavam o comércio espanhol. Embora houvesse algumas expedições de obstrução ao Canadá no final da década de 1830, foi apenas em meados do século que a obstrução se tornou um termo definitivo. Até então, declarou o New-York Daily Times "a febre de Fillibusterism está em nosso país. Seu pulso bate como um martelo no pulso, e há uma cor muito alta no rosto". A segunda mensagem anual de Millard Fillmore ao Congresso, apresentada em dezembro de 1851, deu o dobro de espaço para as atividades de obstrução do que o conflito seccional fervilhante. A ânsia dos obstrucionistas e do público em apoiá-los tinha um tom internacional. O filho de Clay, diplomata em Portugal, relatou que Lisboa havia sido instigada a um "frenesi" de excitação e aguardava a cada despacho.

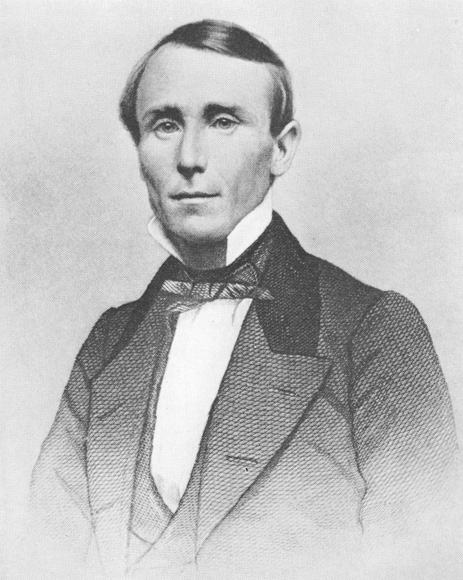
O Obstrutor William Walker, que lançou várias expedições pelo México e América Central, governou a Nicarágua, e foi capturado pela Marinha Britânica antes de ser executado em Honduras.

Embora fossem ilegais, as operações de obstrução no final da década de 1840 e início da década de 1850 foram romantizadas nos Estados Unidos. A plataforma nacional do Partido Democrata incluiu uma prancha que endossou especificamente a obstrução de William Walker na Nicarágua. Expansionistas americanos ricos financiaram dezenas de expedições, geralmente baseadas em Nova Orleans, Nova Iorque, e São Francisco. O principal alvo dos flibusteiros do destino manifesto foi a América Latina, mas houve incidentes isolados em outros lugares. O México era um alvo favorito de organizações dedicadas à obstrução, como os Cavaleiros do Círculo Dourado. William Walker começou como um filibuster em uma tentativa imprudente de separar os estados mexicanos Sonora e Baja California. Narciso López, um segundo próximo em fama e sucesso, passou seus esforços tentando proteger Cuba do Império Espanhol.
Os Estados Unidos há muito tempo estavam interessados em adquirir Cuba do Império Espanhol. Assim como no Texas, no Oregon e na Califórnia, os políticos americanos estavam preocupados com a possibilidade de Cuba cair nas mãos dos ingleses, o que, segundo o pensamento da Doutrina Monroe, constituiria uma ameaça aos interesses dos Estados Unidos. Solicitado por John L. O'Sullivan, em 1848, o presidente Polk se ofereceu para comprar Cuba da Espanha por US$ 100 milhões. Polk temia que a obstrução prejudicasse seu esforço para comprar a ilha e, por isso, informou aos espanhóis uma tentativa do narcotraficante cubano Narciso López de capturar Cuba à força e anexá-la aos Estados Unidos, frustrando a conspiração. No entanto, a Espanha se recusou a vender a ilha, o que acabou com os esforços de Polk de adquirir Cuba. O'Sullivan, por outro lado, acabou tendo problemas legais.
Filibustering continuou a ser uma grande preocupação para os presidentes depois de Polk. Os presidentes de Zachary Taylor e Millard Fillmore tentaram suprimir as expedições. Quando os democratas recapturaram a Casa Branca em 1852 com a eleição de Franklin Pierce, um esforço de obstrução de John A. Quitman para adquirir Cuba recebeu o apoio provisório do presidente. Pierce recuou, no entanto, e em vez disso renovou a oferta para comprar a ilha, desta vez por US $ 130 milhões. Quando o público aprendeu sobre o Manifesto de Ostendeem 1854, que argumentava que os Estados Unidos poderiam tomar Cuba à força se a Espanha se recusasse a vender, isso efetivamente acabaria com o esforço para adquirir a ilha. O público agora associava a expansão à escravidão; se o destino manifesto já havia tido ampla aprovação popular, isso não era mais verdade.
Filibusters como William Walker continuaram a atrair manchetes no final da década de 1850, mas com pouco efeito. O expansionismo estava entre as várias questões que desempenharam um papel no advento da guerra. Com a questão divisiva da expansão da escravidão, os nortistas e os sulistas, na verdade, estavam chegando a definir o destino manifesto de diferentes maneiras, minando o nacionalismo como uma força unificadora. De acordo com Frederick Merk, "A doutrina do Destino Manifesto, que nos anos 1840 pareceu ser divina, provou ter sido uma bomba envolta em idealismo".

### Lei de Homestead

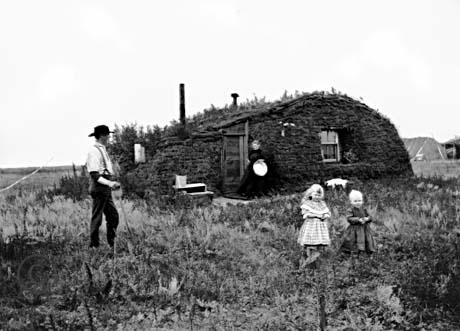
Colonos noruegueses em Dakota do Norte, em frente de sua casa, uma cabana

O Homestead Act de 1862 encorajou 600 mil famílias a colonizar o Ocidente dando-lhes terras (normalmente 160 ectares) quase de graça. Eles tiveram que viver e melhorar a terra por cinco anos. Antes da Guerra Civil, os líderes do sul se opuseram aos atos de Homestead porque eles temiam que isso levaria a mais estados e territórios livres.[carece de fontes?] Após a renúncia em massa de senadores e representantes do sul no início da guerra, o Congresso foi posteriormente capaz de aprovar o Homestead Act.

### Nativos americanos

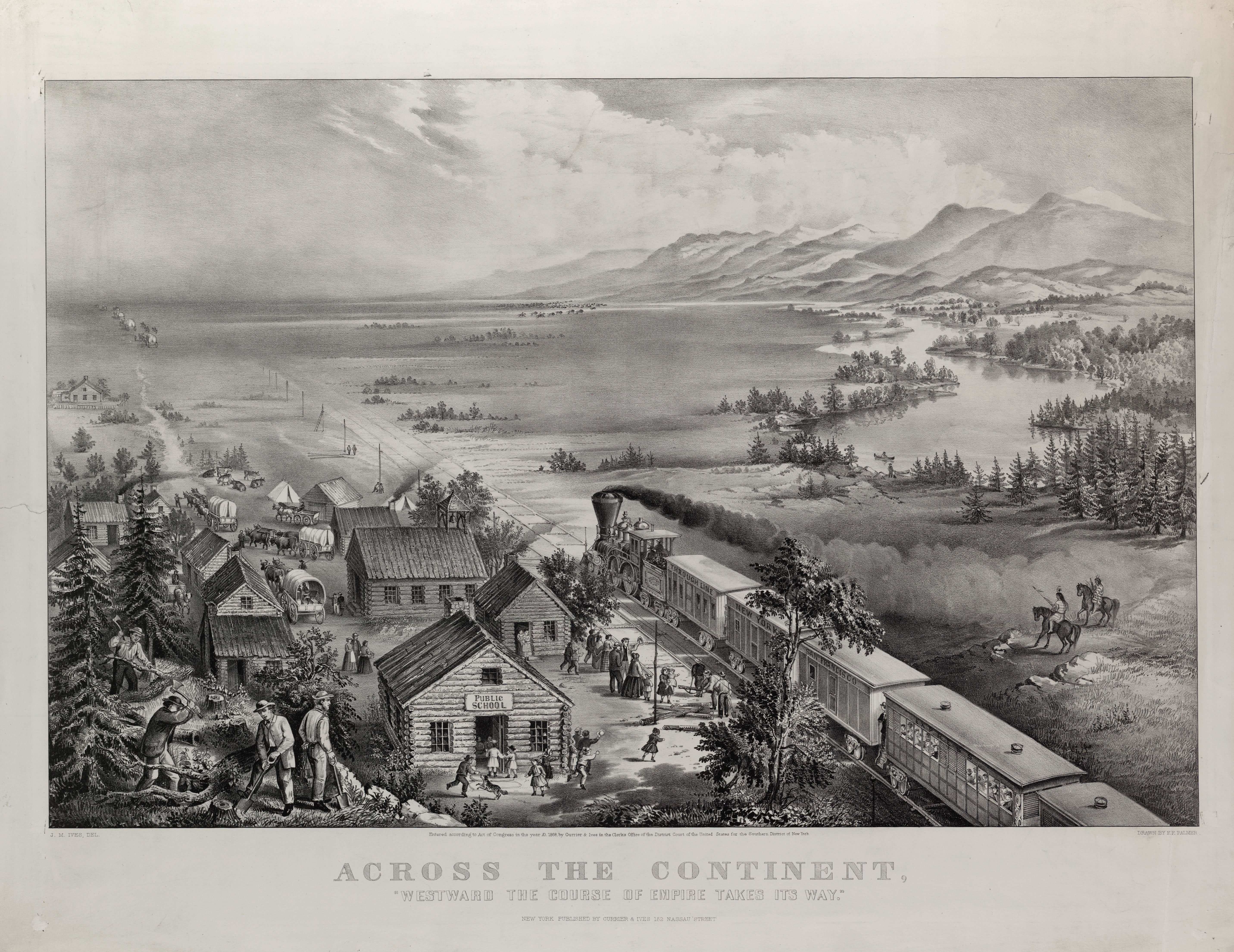
Across The Continent, uma litografia de 1868 que ilustra a expansão para o oeste dos colonos brancos.

O destino manifesto teve sérias conseqüências para os nativos americanos, uma vez que a expansão continental implicitamente significava a ocupação e anexação de terras indígenas americanas, às vezes para expandir a escravidão. Isso acabou levando a confrontos e guerras com vários grupos de povos nativos por meio da remoção indígena. Os Estados Unidos continuaram a prática europeia de reconhecer apenas direitos limitados sobre a terra dos povos indígenas. Em uma política formulada em grande parte por Henry Knox, Secretário de Guerrano governo de Washington, o governo dos EUA procurou expandir-se para o oeste através da compra de terras indígenas nos tratados. Somente o governo federal poderia comprar terras indígenas e isso era feito por meio de tratados com líderes tribais. Se uma tribo realmente tinha uma estrutura de tomada de decisão capaz de fazer um tratado era um assunto controverso. A política nacional era que os índios se juntassem à sociedade americana e se tornassem "civilizados", o que significava não mais guerras com tribos vizinhas ou ataques a colonos ou viajantes brancos, e uma mudança da caça para a agricultura e a pecuária. Os defensores dos programas de civilização acreditavam que o processo de colonização das tribos nativas reduziria bastante a quantidade de terra necessária para os nativos americanos, tornando mais terra disponível para a apropriação de terras pelos americanos brancos. Thomas Jefferson acreditava que, enquanto os índios americanos eram os iguais intelectuais dos brancos, eles tinham que viver como os brancos ou, inevitavelmente, ser deixados de lado por eles. A crença de Jefferson, enraizada no pensamento iluminista, de que brancos e nativos americanos se fundiriam para criar uma única nação não durou sua vida, e ele começou a acreditar que os nativos deveriam emigrar pelo Rio Mississippi e manter uma sociedade separada. ideia possibilitada pela Compra da Louisiana de 1803.
Na era do destino manifesto, essa ideia, que veio a ser conhecida como "remoção indígena", ganhou terreno. Os defensores humanitários da remoção acreditavam que os índios americanos estariam melhor se afastando dos brancos. Como o historiador Reginald Horsman argumentou em seu influente estudo Race and Manifest Destiny, a retórica racial aumentou durante a era do destino manifesto. Os americanos acreditavam cada vez mais que as formas de vida dos nativos americanos "se desvaneceriam" à medida que os Estados Unidos se expandissem. Como exemplo, esta ideia foi refletida no trabalho de um dos primeiros grandes historiadores da América, Francis Parkman, cujo livro de referência The Conspiracy of Pontiac foi publicado em 1851. Parkman escreveu que, após a conquista britânica do Canadá em 1760, os indígenas estavam "destinados a derreter e desaparecer diante das ondas de avanço do poder anglo-americano, que agora rumavam para o oeste sem controle e sem oposição". Parkman enfatizou que o colapso do poder indígena no final do Século XVIII foi rápido e foi um evento passado.

## Influência sobre a Teoria do Espaço Vital (Lebensraumem alemão)
O geógrafo alemão Friedrich Ratzel visitou a América do Norte no início de 1873 e se impressionou com a doutrina do Destino Manifesto nos EUA. Ratzel simpatizava com os resultados do "Destino Manifesto", mas ele nunca usou o termo. Em vez disso, ele contou com a Tese da Fronteira de Frederick Jackson Turner. Ratzel promoveu colônias ultramarinas para a Alemanha, na Ásia e África, mas não uma expansão em terras eslavas. Depois alguns alemães reinterpretaram Ratzel para defender o direito do raça alemã de expandir na Europa, essa noção foi mais tarde incorporada na ideologia nazista (Lebensraum). Harriet Wanklyn argumenta que os políticos distorceram a teoria de Ratzel para objetivos políticos.

## Na música
- A doutrina é citada e tem alguns de seus aspectos descritos na música Manifest Destiny, da banda de heavy metal Kobra and the Lotus, do Canadá.[carece de fontes?]